# Partikulier
Ein Partikulier (vgl. französisch particulier ‚Privatperson‘) ist in der Binnenschifffahrt ein selbständiger Schiffseigentümer, der auch selbst fährt. Er ist meistens für größere Reedereien als Subunternehmer tätig und besitzt in der Regel nur ein oder zwei Schiffe.
Partikuliere sind zur Sicherung der Ladungsbeschaffung meistens in Genossenschaften oder Schiffsbetriebsverbänden zusammengeschlossen.
Der Partikulier setzt nur seine eigenen Schiffe für den Gütertransport ein. Darin unterscheidet er sich von den Reedereien. Auch besitzt er keine landseitige Verwaltung.

## Frühere Bedeutung
Im 19. Jahrhundert bedeutete Partikulier so viel wie Rentier oder Privatier, ein einzeln ohne Beruf oder Amt lebender Mann, der in der Regel über ausreichende Einkünfte aus seinem Vermögen verfügte.